# 旭川市立大有小学校
旭川市立大有小学校（あさひかわしりつたいゆうしょうがっこう、Asahikawa Taiyuu elementary school）は、北海道旭川市旭町にある公立（市立）の小学校。

## 概要

### 学校教育目標
- かしこく（知）なかよく（徳）たくましく（体）

### 児童
- 全校児童 : 266人（15クラス）
  - 1年生 - 44人（2クラス）
  - 2年生 - 41人（2クラス）
  - 3年生 - 31人（1クラス）
  - 4年生 - 47人（2クラス）
  - 5年生 - 28人（1クラス）
  - 6年生 - 51人（2クラス）
  - 特別支援学級 - 24人（知的・情緒・肢体不自由・病弱）

2018年（平成30年）5月1日現在

## 沿革
- 1927年（昭和2年）12月4日 - 北門尋常小学校校舎新築落成式を挙行する。
- 1932年（昭和7年）12月 - 旭川市大有尋常小学校に改称する。
- 1941年（昭和16年）4月 - 大有国民学校に改称する。
- 1952年（昭和27年）8月 - 校歌を制定する。
- 1977年（昭和52年）9月 - 開校50周年記念式典を挙行する。
- 2007年（平成19年）4月 - 松かさ学級（知的、病弱・身体虚弱）を開設する。
- 2009年（平成21年）4月 - わかくさ学級（自閉症・情緒障害）を開設する。
- 2013年（平成25年）4月 - ひまわり学級（病弱）を開設する。
- 2015年（平成27年）4月 - かしわ学級（肢体不自由）を開設する。

## 通学区域
- 本町 - 1丁目から3丁目
- 川端町
  - 1条 - 4丁目から7丁目
  - 2条 - 4丁目から7丁目
  - 3条 - 4丁目から8丁目
  - 4条 - 4丁目から10丁目
  - 5条 - 7丁目から10丁目
- 大町
  - 1条 - 3丁目から7丁目
（3丁目は国道40号線より西、7丁目は大町通自転車歩行者専用道路より東）
  - 2条 - 3丁目から7丁目
（3丁目は国道40号線より西、7丁目は大町通自転車歩行者専用道路より東）
  - 3条 - 4丁目から7丁目
（7丁目は大町通自転車歩行者専用道路延長線より東）
- 旭町
  - 1条 - 3丁目から9丁目
（3丁目は国道40号線より西、9丁目は旭町・北門町9丁目道路線より東）
  - 2条 - 3丁目から9丁目
（3丁目は国道40号線より西、9丁目は旭町2条9丁目・大町2条9丁目間1号線より東）
- 北門町 - 7丁目から9丁目

（9丁目は旭町・北門町9丁目道路線より東）